# ジュゼッペ・ガブリエル・バルサモ＝クリヴェリ

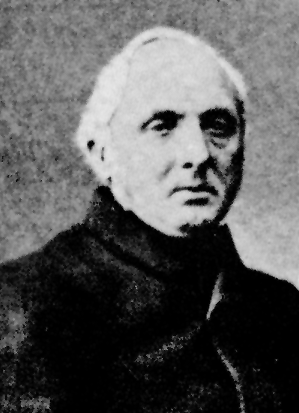
ジュゼッペ・ガブリエル・バルサモ＝クリヴェリ

ジュゼッペ・ガブリエル・バルサモ＝クリヴェリ（Giuseppe Gabriel Balsamo-Crivelli、1800年9月1日 - 1874年11月15日）はイタリアの植物学者、動物学者、古生物学者である。

## 略歴
ミラノの貴族の家系に生まれた。パヴィア大学で医学を学び、1824年に学位を得た。1837年には動物学の学位も得た。ミラノの高校で博物学を教えた。1827年から1851年の間、ブレラ植物園の園長を務め、1852年からパヴィア大学の鉱物学、動物学の教授となった。1852年からパヴィアの自然史博物館の館長も勤め、博物館の動物学のコレクションを充実させた。
植物学の分野では、コケ類や菌類を研究し、カイコに病疫を起こす白キョウ菌 （Beauveria bassiana、（Botrytis bassiana））を記載した。種小名の bassianaはイタリアの昆虫学者アゴスティーノ・バッシーへの献名である。後に動物学に転じ、ナポリ湾の水棲動物を研究しトゲカイエビ科( Leptestheriidae）の新種の動物、Eoleptestheria ticinensisを発見した。1850年頃から地質学、古生物学にも興味を持ち、1830年にコモ湖で発見されたノトサウルス（中生代三畳紀の海棲爬虫類）の種 Nothosauriers Lariosaurus を記載した。
三畳紀の海棲爬虫類、ラリオサウルスの種、Lariosaurus balsamiや菌類の属名、Balsamiaに献名された。

## 著作
- ジュゼッペ・デ・ノタリスと共著: Synopsis muscorum in agro mediolanensi huc usque lectorum, Mailand 1833
- ジュゼッペ・デ・ノタリスと共著: Prodromus bryologiae mediolanensis, Mailand 1834
- Prospetto elementare di una descrizione geologica dell'Italia, Mailand: Vaillardi 1847